# Хобанін
Хобанін (пол. Chobanin) — село в Польщі, у гміні Верушув Верушовського повіту Лодзинського воєводства.
Населення — 513 осіб (2011).
У 1975-1998 роках село належало до Каліського воєводства.

## Демографія
Демографічна структура станом на 31 березня 2011 року:
|          | Загалом | Допрацездатний вік | Працездатний вік | Постпрацездатний вік |
| -------- | ------- | ------------------ | ---------------- | -------------------- |
| Чоловіки | 244     | 56                 | 160              | 28                   |
| Жінки    | 269     | 60                 | 145              | 64                   |
| Разом    | 513     | 116                | 305              | 92                   |